# Burg Edramsberg

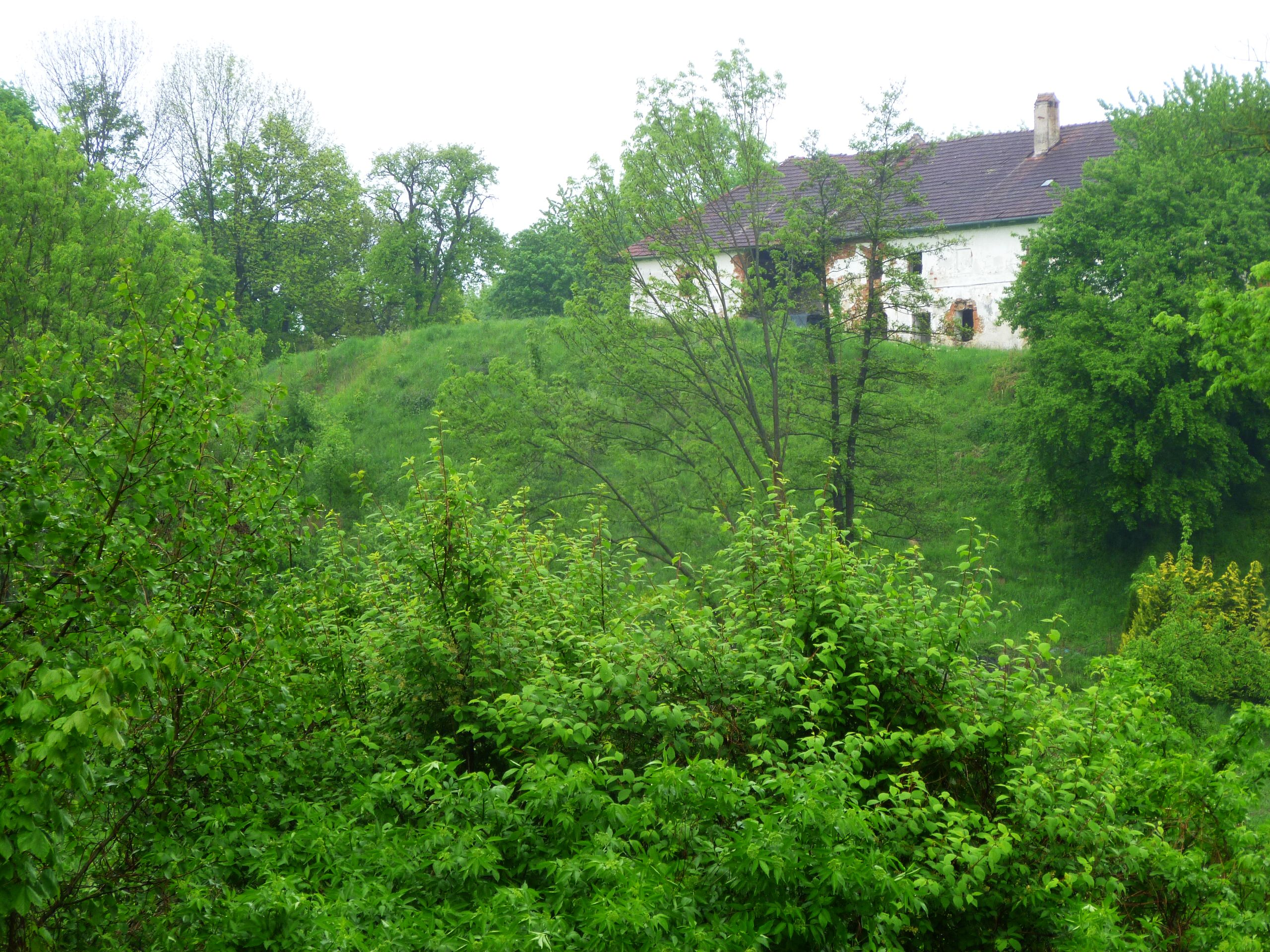
Bauernhof Mittermayr in Edramsberg – Lagestelle der Burg Edramsberg

Die Burg Edramsberg stand im gleichnamigen Ortsteil der Gemeinde Wilhering im Bezirk Linz-Land von Oberösterreich (Edramsberger Straße 40).

## Geschichte
Die Burg war Sitz der Edramsberger, die wahrscheinlich Verwandte der Mühlbacher waren. Bereits 1155 urkundet ein Heitfogus de Edramesberge cum filiis Ditmaro et Hugone, der als Konverse ins Stift Wilhering eintritt. 1322 werden Gunther von Edramsberg und Chunrat sein pruder von Mulpach erwähnt. 1370 ist Edramsberg im Besitz des Grafen Ulrich I. von Schaunberg. 1472 gelangte der Sitz als landesfürstliches Lehen an Christoph von Hohenfeld. Während der Liechtensteiner Fehde wurde Burg Edramsberg 1477 von den Truppen des Christoph von Liechtenstein, dem Besitzer von Schloss Ottensheim, belagert, erobert und zerstört. 1484 gibt der Passauer Bischof Edramsberg dem Christian von Hohenfeld und seinen drei Söhnen in lebenslangen Besitz. Als das Schloss verfiel, erhielten die Hohenfelder die Feste Jochenstein als Entschädigung nach einem Streit mit den Schaunbergern. Ein Erasmus Preising wird noch als Besitzer von Edramsberg genannt, seine Frau war die Tochter des Heinrich von Aistersheim.
Wenige Jahre danach wurde vermutlich unter Verwendung des Baumaterials an dieser Stelle das St. Achatius Kirche errichtet (auch als Annakapelle bzw. Sebastiankapelle bezeichnet); diese wird 1493 erstmals erwähnt. Nach einem Brand von 1733 wird die Kirche neu aufgebaut. Ihr Bauzustand war Anfang des 20. Jahrhunderts so schlecht, dass die Kirche 1936 abgebrochen wurde. Beim Abriss der Kirche wurden drei Sandsteinplastiken gefunden (Menschenköpfe und Widder), deren Datierung noch ungeklärt ist. Einige dieser Plastiken sind im Stift Wilhering aufbewahrt.

## Burg Edramsberg heute
Der Standort der abgekommenen Burg war stets umstritten. 1936 wird ein „verwallter Hausberg, auf dem eine Kapelle zum Hl. Sebastian stand“ erwähnt; bezeichnet ist damit die Lagestelle der abgekommenen St. Achatius-Kirche nördlich des „Mittermayrhofs“, wo die ehemalige Burg unter Vorbehalt vermutet wird. Die Überlieferung der früheren Besitzer des Hofes (Familie Pühringer) berichtet davon, dass sich hier ein „Burgplatz“ erstreckt hat; in diesem Bereich soll auch eine starke Fundamentmauer vorhanden sein.
Heute ist von der Burg Edramsberg, deren Grundmauern noch 1960 vorhanden waren, nichts mehr erkennbar; die verschiedentlich angenommene Lagestelle beim „Mittermayrhof“ (Edramsberger Straße 40) wurde schon vor Jahren einplaniert. An der Stelle der Sebastianikapelle wurde eine kleine Kapelle errichtet.

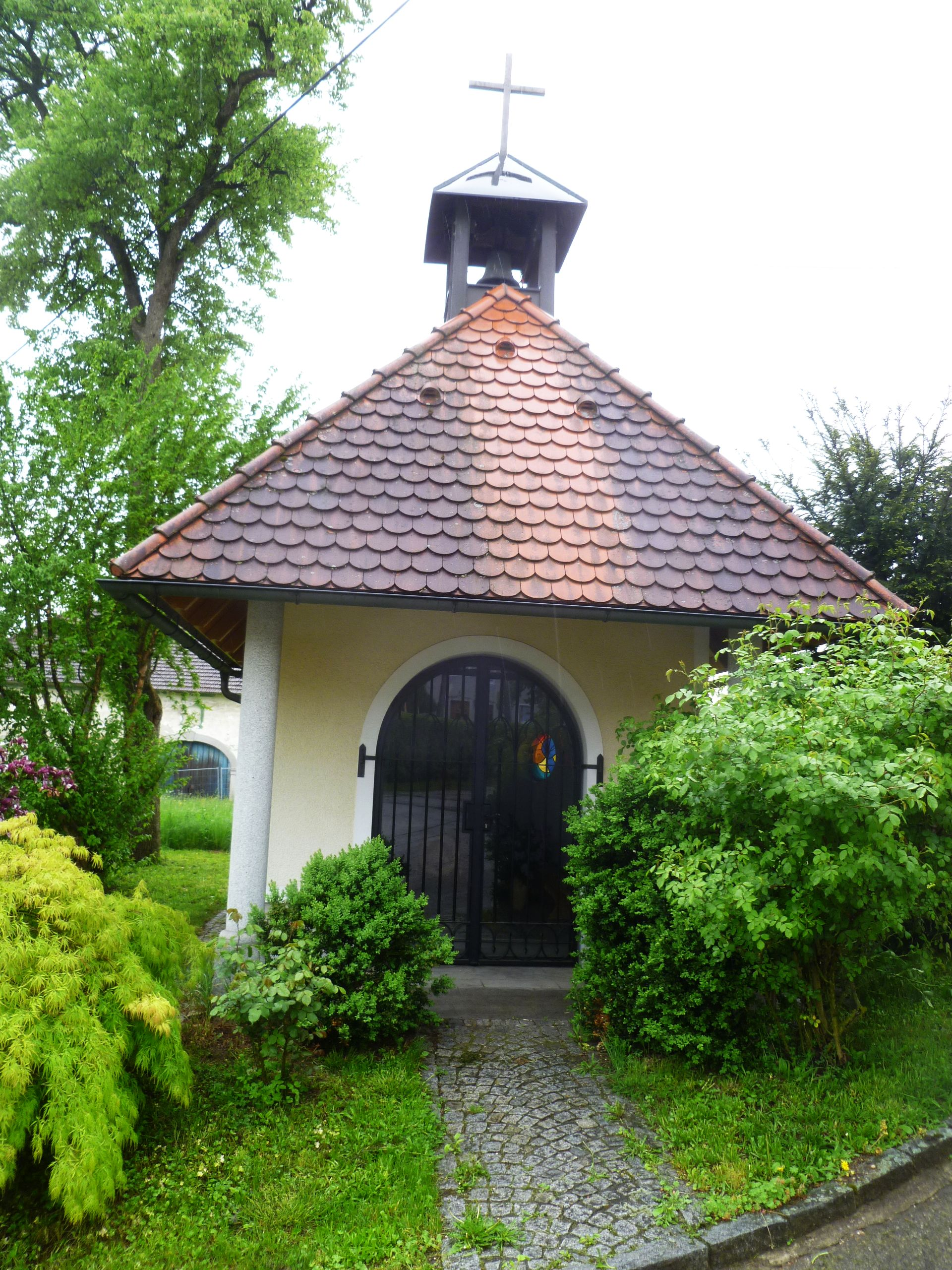
Kapelle beim Bauernhof Mittermayr